# Liste des présidents de l'Académie d'Aix
Pour un article plus général, voir Académie des sciences, agriculture, arts et belles-lettres d'Aix.
Liste des présidents de la Société des sciences, agriculture, arts et belles lettres d'Aix (1808-1829), puis de l'Académie des sciences, agriculture, arts et belles-lettres d'Aix (depuis 1829).

## Présidents de 1808 à 1829
- Janvier 1808 - janvier 1810 : Jérôme Champion de Cicé, archevêque d’Aix et ancien ministre.
- Janvier 1810 - mai 1811 : Baron François Baffier, président à la cour d’appel.
- Mai 1811 - mai 1812 : Joseph, marquis d’Arbaud-Jouques, sous-préfet d’Aix.
- Mai 1812 - mai 1813 : Comte Joseph Portalis, conseiller d’Etat.
- Mai 1813 - mai 1814 : Chevalier Alexandre de Fauris de Saint-Vincens, président à la cour d’appel.
- Mai 1814 - mai 1816 : Joseph d’Eymar de Montmeyan, avocat général.
- Mai 1816 - juin 1817 : Boniface, marquis d’Arlatan de Lauris, président de chambre  à la cour d’appel.
- Juin 1817 - mai 1818 : Marie-Joseph, marquis de Foresta, sous-préfet d’Aix.
- Mai 1818 - mai 1819 : Pierre Révoil, artiste peintre.
- Mai 1819 - juin 1820 : Marcellin Boyer de Fonscolombe.
- Juin 1820 - juin 1821 : Abbé Roman, ancien inspecteur général de l’Université.
- Juin 1821 - juin 1822 : Général Antoine Pascalis.
- Juin 1822 - juin 1823 : Joseph, marquis d’Arbaud-Jouques, préfet.
- Juin 1823 - juin 1824 : Casimir de Barrigue, comte de Montvallon, agronome.
- Juin 1824 - juin 1825 : Chanoine Antoine Christine.
- Juin 1825 - juin 1826 : Charles Liotard, président du tribunal.
- Juin 1826 - juillet 1827 : Boniface, marquis d’Arlatan de Lauris.
- Juillet 1827 - juin 1828 : Casimir de Barrigue, comte de Montvallon, agronome.
- Juin 1828 - juin 1829 : Général d’Arbaud-Jouques[1].

## Présidents depuis 1829
- Juin 1829 - juin 1830 : Louis Cottard, recteur de l’Académie.
- Juin 1830 - mars 1833 : Général Antoine Pascalis.
- Mars 1833 - février 1834 : Abbé Jean-Probace Castellan, professeur à la faculté de théologie.
- Février 1834 - juin 1836 : Docteur Léon d’Astros.
- Juin 1836 - décembre 1837 : Jean Castellan, conseiller à la cour d’appel.
- Décembre 1837 - juillet 1839 : Charles Giraud, professeur à la faculté de droit.
- Juillet 1839 - février 1842 : Etienne Rouchon-Guigues, conseiller à la cour d’appel.
- Février 1842 - janvier 1844 : Hippolyte Boyer de Fonscolombe, naturaliste.
- Janvier 1844 - juin 1845 : Abbé Léon Sibour, professeur à la faculté de théologie.
- Juin 1845 - juin 1847 : Adolphe Tavernier, avocat.
- Juin 1847 - juillet 1848 : Etienne Rouard, bibliothécaire à la Méjanes.
- Juillet 1848 - juin 1852 : Léon de Garidel-Thoron, avocat.
- Juin 1852 - janvier 1855 : Roch Roustan, recteur de l’Académie.
- Janvier 1855 - décembre 1856 : Docteur Pierre Payan.
- Janvier 1857 - janvier 1859 : Norbert Bonafous, professeur à la faculté des lettres.
- Juin 1859 - janvier 1861 : Louis Féraud-Giraud, conseiller à la cour d’appel.
- Janvier 1861 - mai 1863 : Louis Cabantous, professeur à la faculté de droit.
- Mai 1863 - août 1865 : Charles de Ribbe, avocat à la cour d’appel.
- Août 1865 - mai 1867 : Jules de Sauteron-Séranon, avocat à la cour d’appel.
- Mai 1867 - mai 1869 : Alexis Reinaud de Fonvert.
- Mai 1869 - juillet 1872 : Comte Gaston de Saporta, naturaliste.
- Juillet 1872 - janvier 1874 : Chanoine Jacques Espieux.
- Janvier 1874 - décembre 1875 : Louis Mouan, avocat à la cour d’appel.
- Décembre 1875 - décembre 1877 : Chanoine Boyer.
- Décembre 1877 - décembre 1879 : Léon de Berluc-Pérussis, avocat à la cour d’appel.
- Décembre 1879 - décembre 1881 : Auguste Laurin, professeur à la faculté de droit.
- Décembre 1881 - décembre 1883 : Gaston, marquis de Saporta, correspondant de l’Institut.
- Décembre 1883 - décembre 1885 : Jules de Sauteron-Séranon, avocat à la cour d’appel.
- Décembre 1885 - décembre 1887 : Eugène Tavernier, conseiller à la cour d’appel.
- Décembre 1887 - décembre 1889 : Charles de Ribbe, avocat à la cour d’appel.
- Décembre 1889 - décembre 1891 : Alfred Jourdan, correspondant de l’Institut, doyen de la faculté de droit.
- Décembre 1891 - décembre 1893 : Charles Soubrat, conseiller à la cour d’appel.
- Décembre 1893 - janvier 1895 : Gaston, marquis de Saporta, correspondant de l’Institut.
- Janvier 1895 - décembre 1897 : Jules de Magallon.
- Décembre 1897 - décembre 1899 : Georges Guibal, doyen de la faculté des lettres.
- Décembre 1899 - décembre 1901 : Vicomte Albert de Selle, professeur honoraire à l’Ecole centrale.
- Décembre 1901 - décembre 1903 : Philippe Aude, médecin en chef de la Marine.
- Décembre 1903 - décembre 1905 : Chanoine Auguste Cherrier.
- Décembre 1905 - décembre 1907 : Marquis de Gantelmi d’Ille.
- Décembre 1907 - décembre 1909 : Docteur Philippe Aude.
- Décembre 1909 - avril 1911 : Louis Sigaud de Bresc.
- Avril 1911 - décembre 1911 : Edouard Aude, conservateur de la bibliothèque Méjanes.
- Décembre 1911 - décembre 1913 : Comte Charles de Bonnecorse de Lubières, avocat à la cour d’appel.
- Décembre 1913 - décembre 1915 : Raymond Bonafous, professeur à la faculté des lettres.
- 1915 - 1917 : Alfred Bourguet, avocat à la cour d’appel.
- 1917 - 1919 : Chanoine Auguste Cherrier.
- 1919 - 1921 : Paul Bagarry, avocat à la cour d’appel.
- 1921 - 1923 : Edouard Aude, conservateur de la bibliothèque Méjanes.
- 1923 - 1925 : Alfred Jauffret, avocat à la cour d’appel, ancien bâtonnier.
- 1925 - 1927 : Comte de Mougins-Roquefort.
- 1927 - 1929 : Alfred Jourdan, avocat à la cour d’appel, ancien bâtonnier.
- 1929 - 1931 : Amédée Revol, avoué près la cour d’appel.
- 1931 - 1933 : Casimir Rigaud, avocat à la cour d’appel, ancien bâtonnier.
- 1933 - 1935 : Emilien Silvestre, professeur à l’école national supérieure des Arts et Métiers.
- 1935 - 1937 : Léon Eymard, avocat à la cour d’appel, ancien bâtonnier.
- 1937 - 1939 : Général Henri Valdant.
- 1939 - 1941 : Pierre Médan, professeur au lycée Mignet.
- 1941 - 1942 : Jean Pianello, avocat à la cour d’appel.
- 1942 - 1944 : Louis Coirard, avoué à la cour d’appel.
- 1944 - 1945 : Docteur Emile Roux.
- 1945 - 1947 : Marcel Joannon, en littérature Marcel Provence.
- 1947 - 1949 : Jean Boet, architecte.
- 1949 - 1950 : Joseph Rigaud, ingénieur.
- 1950 - 1951 : Alfred Jourdan, avocat à la cour d’appel, ancien bâtonnier.
- 1951 - 1953 : Joseph Rigaud, ingénieur.
- 1953 - 1955 : André Audinet, doyen honoraire de la faculté de droit.
- 1955 - 1958 : Docteur Elisée Charpin.
- 1958 - 1960 : Paul Beltçaguy, ingénieur.
- 1960 - 1963 : Pierre Viguié, premier président honoraire de la cour d’appel.
- 1963 - 1965 : Jean-Rémy Palanque, doyen honoraire de la faculté des lettres.
- 1965 - 1966 : André Meyer, maitre - assistant à la faculté des lettres.
- 1966 - 1968 : Alfred Jauffret, professeur à la faculté de droit.
- 1968 - 1969 : Jean-Marie Loustaunau, artiste peintre.
- 1969 - 1972 : Paul de Geouffre de la Pradelle, professeur à la faculté de droit.
- 1972 - 1974 : Augustin Roux, archiviste honoraire aux archives départementales.
- 1974 - 1976 : Camille Lautaud, professeur honoraire à l’école nationale supérieure des Arts et Métiers.
- 1976 - 1978 : Robert Amy, directeur de recherche honoraire au C.N.R.S.
- 1978 - 1980 : Jean Macqueron, professeur honoraire à la faculté de droit.
- 1980 - 1982 : Baron de Schacken, président de chambre honoraire à la cour d’appel.
- 1982 - 1984 : René Jouveau, ancien capoulier du Félibrige.
- 1984 - 1986 : Docteur Pierre Latil.
- 1986 - 1988 : Recteur Michel-Henry Fabre, doyen honoraire de la faculté de droit et de science politique.
- 1988 - 1990 : Henri Morel, professeur à faculté de droit et de science politique.
- 1990 - 1992 : Henri Colliot, avocat honoraire à la cour d’appel.
- 1992 - 1994 : Maurice Wolkowitsch, professeur émérite à l’université d’Aix-Marseille II.
- 1994 - 1996 : Baron de Vitrolles, propriétaire viticulteur.
- 1996 - 1998 : Paul Jourdan, avocat honoraire à la cour d’appel.
- 1998 - 2000 : Maurice Flory, professeur émérite à faculté de droit et de science politique.
- 2000 - 2002 : Pierre Bredeau, avocat honoraire à la cour d’appel, ancien bâtonnier.
- 2002 - 2004 : Médecin général inspecteur Louis-Jean André.
- 2004 - 2006 : Xavier Lavagne d’Ortigue, conservateur général honoraire des bibliothèques, ancien conservateur en chef de la bibliothèque Méjanes.
- 2006 - 2008 : Albert Giraud, professeur de lettres honoraire.
- 2008 - 2011 : Roger Bout, professeur émérite à faculté de droit et de science politique.
- 2011 - 2013 : Max Michelard, ancien directeur adjoint de la Société du canal de Provence et d’aménagement de la région provençale.
- 2013 - 2015 : Jean Bonnoit, professeur de médecine honoraire.
- 2015 - 2017 : Bernard Mille, ancien chef d’établissement scolaire.
- 2017 - en cours : Jean-Jacques Lecomte, magistrat honoraire[1].